# Scott Moir
Scott Patrick Moir (2 de septiembre de 1987) es un patinador canadiense retirado en la modalidad de danza. Junto con su pareja de patinaje Tessa Virtue son ;  campeones olímpicos de Vancouver 2010, subcampeones olímpicos de Sochi 2014, campeones absolutos de los Juegos Olímpicos de Pieonchang 2018, tres veces campeón mundial (2010, 2012, 2017), tres veces campeón de los Cuatro Continentes (2008, 2012, 2017), campeón de la Final del Grand Prix 2016-17, ocho veces Campeón Nacional Canadiense (2008–2010, 2012–2014, 2017–2018) y el campeón júnior del Campeonato Mundial. Moir y Virtue también son los Medallistas Olímpicos de plata de 2014 y Campeones Olímpicos de 2018 en la categoría por equipos.
Habiendo patinado durante más de 20 años, Virtue y Moir son el equipo de danza sobre hielo que más ha durado en la historia canadiense. Han sido elogiados por su versatilidad, al haber patinado con diferentes tipos de música durante su carrera. En 2018, la revista Time señaló que «se han convertido en los favoritos de los espectadores, tanto nuevos como recurrentes, por sus presentaciones apasionadas y su innegable química, dentro y fuera del hielo».

## Biografía
Moir nació en London, Ontario, Canadá. Es el hijo de Alma MacCormack y Joe Moir, y fue criado en Ilderton, Ontario. Moir viene de una familia de patinadores. Es el hermano menor de Danny Moir y Charlie Moir. Sus primos Sheri Moir y Cara Moir compitieron en 2007 en el Campeonato Mundial de Patinaje Sincronizado para el equipo NEXXICE de Canadá. Su madre es una entrenadora. Moir asistió a la Medway High School en Arva, Ontario, en conjunto con una escuela de aprendizaje electrónico llamada AMDEC.
La relación de Virtue y Moir ha sido platónica, aunque han bromeado que salieron a la edad de 7 y 9 años respectivamente.

## Carrera

### Comienzos de su carrera
Virtue y Moir empezaron a patinar juntos en 1997, con siete y nueve años respectivamente, emparejadas por su tía Carol Moir, que había estado entrenándolos a ambos individualmente. Al principio de su carrera, tras abandonar su primer club de patinaje en Ilderton, Ontario, Virtue y Moir entrenaron en Kitchener-Waterloo, Ontario, con Paul MacIntosh y Suzanne Killing. Se proclamaron campeones prenovicios en los Campeonatos canadienses de patinaje artístico de 2001.
En la temporada 2001-02, Virtue y Moir ganaron la medalla de bronce en los Campeonatos canadienses de patinaje del 2002 en la categoría de principiantes. La temporada siguiente, quedaron séptimos en los Campeonatos canadienses de patinaje del 2003 en la categoría junior.

### Temporada 2003-04: Debut en el Grand Prix júnior
En 2003-04, Virtue y Moir debutaron en el ISU Junior Grand Prix. Quedaron cuartas en el evento celebrado en Croacia y sextas en Eslovaquia. En los Campeonatos Canadienses de Patinaje Artístico de 2004, ganaron el título Junior, lo que les clasificó para el equipo que participaría en los Campeonatos Mundiales Junior de Patinaje Artístico de 2004, donde quedaron en 11ª posición. Durante el verano de 2004, Virtue y Moir se trasladaron a Canton, Michigan, y comenzaron a trabajar con los entrenadores rusos Igor Shpilband y Marina Zueva en el Arctic Edge Ice Arena.

### Temporada 2004-05
En la temporada 2004-05, Virtue y Moir ascendieron a la categoría nacional absoluta, pero siguieron siendo juniors a nivel internacional. En el Gran Premio Junior de la ISU 2004-05, ganaron su prueba en China y obtuvieron la medalla de plata en la prueba de Francia, lo que les clasificó para su primera final del Gran Premio Junior, donde ganaron la medalla de plata. Debutaron en la categoría nacional absoluta en los Campeonatos canadienses de patinaje artístico de 2005 y quedaron cuartos. Fueron nombrados miembros del equipo que participó en los Campeonatos del Mundo Junior de Patinaje Artístico de 2005, donde ganaron la medalla de plata.

### Temporada 2005-06: Gran Premio Junior y títulos mundiales junior
Virtue y Moir se mantuvieron en el nivel júnior internacional en la temporada 2005-06. En el 2005-06 ISU Junior Grand Prix, ganaron sus dos pruebas asignadas, así como la final del Junior Grand Prix.
En los Campeonatos Canadienses del 2006 Canadian Championships, Virtue y Moir quedaron terceras y fueron nombradas primeras suplentes del equipo olímpico. A pesar de seguir en el circuito júnior, su clasificación les permitió formar parte del equipo de los Campeonatos de Patinaje Artístico de los Cuatro Continentes de 2006, su primera competición internacional sénior, en la que ganaron la medalla de bronce. En los Campeonatos Mundiales de Patinaje Artístico Junior del 2006, se convirtieron en el primer equipo canadiense de danza sobre hielo en ganar el título. A partir de esta temporada, tras haber permanecido invictos en el circuito internacional junior, Virtue y Moir son los bailarines de hielo canadienses más condecorados a nivel junior.

### Temporada 2006-07: Debut en el Grand Prix
En la temporada 2006-07, Virtue y Moir compitieron únicamente a nivel senior. Debutaron en el Grand Prix de Patinaje Artístico del 2006 Skate Canada International, donde ganaron la medalla de plata. Quedaron cuartos en el Trofeo Éric Bompard 2006.
En los Campeonatos Canadienses de Patinaje Artístico 2007, Virtue y Moir ganaron la medalla de plata y repitieron la medalla de bronce conseguida en los Campeonatos Cuatro Continentes de Patinaje Artístico 2007. Su debut en los Campeonatos del Mundo fue el mejor debut de un equipo en más de dos décadas, con un sexto puesto.

### Temporada 2007-08: Título de los Cuatro Continentes y plata mundial

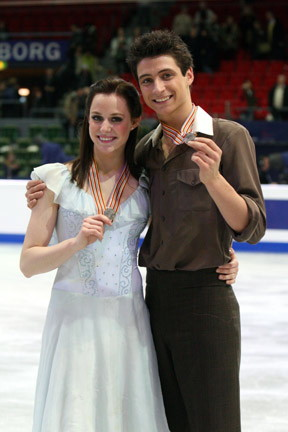
Virtue y Moir en el Campeonato del Mundo de Patinaje Artístico del 2008.

Virtue y Moir fueron asignados al Skate Canada International y al Trofeo NHK para la temporada del ISU Grand Prix 2007-08. Ganaron el Skate Canada International del 2007 y quedaron segundos en el Trofeo NHK del 2007, lo que les clasificó para la Final del Grand Prix de Patinaje Artístico, donde quedaron cuartos.
Virtue y Moir ganaron su primer título nacional canadiense en el Campeonato Canadiense del 2008 y obtuvieron así plaza para los Campeonatos de los Cuatro Continentes y los Campeonatos del Mundo. Ganaron la medalla de oro en los Campeonatos Cuatro Continentes del 2008, lo que supuso su primera victoria internacional como seniors. Fueron medallistas de plata en los Campeonatos Mundiales de Patinaje Artístico del 2008 en Suecia, ganando el segmento de danza libre con su programa de la banda sonora de Los paraguas de Cherburgo.

### Temporada 2008-09
En la temporada 2008-09, Virtue y Moir se retiraron de sus dos eventos del Grand Prix debido a la condición médica de Virtue; se le había diagnosticado síndrome compartimental crónico por esfuerzo y se sometió a una cirugía en octubre de 2008 para aliviar la condición. Virtue volvió a las pistas a principios de diciembre, aunque más tarde dijo que probablemente era demasiado pronto. En los Campeonatos Canadienses de Patinaje Artístico 2009, su primera competición de la temporada, ganó su segundo título nacional consecutivo.
En los 2009 Four Continents Championships, Virtue y Moir terminaron segundos, por detrás de sus amigos y compañeros de entrenamiento, los estadounidenses Meryl Davis y Charlie White. En los Campeonatos del Mundo de Patinaje Artístico de 2009, ganaron la medalla de bronce, tras quedar terceros en la danza obligatoria, sextos en la danza original y cuartos en el patinaje libre.

### Temporada 2009-10: Títulos olímpicos y mundiales
Virtue/Moir comenzaron la temporada olímpica 2009-10 en el Trofeo Éric Bompard del 2009, terminando primeros con un margen de 16,07 puntos por delante de los medallistas de plata, Nathalie Péchalat y Fabian Bourzat. También ganaron el Skate Canada International 2009 con una puntuación combinada de 204,38 puntos, 19,31 puntos por delante de Péchalat/Bourzat. En esa competición, recibieron el primer 10,0 en danza sobre hielo según el ISU Judging System. Fueron segundos en la Final del Grand Prix por detrás de Davis y White.
En enero de 2010, Virtue y Moir ganaron su tercer título nacional en los Campeonatos Canadienses de Patinaje Artístico del 2010, quedando primeros en los tres segmentos de la competición y obteniendo 221,95 puntos en total, 37,25 más que los medallistas de plata Vanessa Crone y Paul Poirier. Establecieron récords canadienses de danza libre y de total combinado.
Virtue y Moir compitieron en competición de danza sobre hielo en los Juegos Olímpicos de Invierno de 2010 del 19 al 22 de febrero. Quedaron segundos en la danza obligatoria, con una nueva mejor puntuación personal de 42,74 puntos, a sólo 1,02 de la cabeza. En la danza original obtuvieron 68,41 puntos, quedando primeros en ese segmento de la competición. Obtuvieron 110,42 puntos en la danza libre y ganaron la medalla de oro en la general con una insuperable puntuación total de 221,57, superando a los medallistas de plata Davis y White por 5,83 puntos. En la danza libre, que patinaron al ritmo de  Sinfonía nº 5 de Mahler, recibieron cuatro puntuaciones de 10,00 de los jueces en los componentes del programa, dos por la ejecución de la actuación y dos por la interpretación, una hazaña nunca antes lograda por un patinador artístico o un equipo según el Sistema Internacional de Valoración. Se convirtieron en el primer equipo canadiense y norteamericano de danza sobre hielo y en el equipo de danza más joven, con 20 (Virtue) y 22 (Moir) años, en ganar los Juegos Olímpicos, y en el primer equipo de danza sobre hielo en ganar el oro olímpico en su propio país. También fueron los primeros bailarines sobre hielo en ganar el oro en su debut olímpico desde la prueba inaugural de danza sobre hielo en 1976.
Virtue/Moir compitieron en los Campeonatos Mundiales de Patinaje Artístico del 2010 y quedaron primeras en la danza obligatoria con 44,13 puntos, mejorando su anterior marca personal. También ganaron la danza original con 70,27 puntos, un récord mundial según el sistema de valoración de la ISU. Quedaron segundos en la danza libre con 110,03 puntos, 0,46 por detrás de Davis y White. En total, consiguieron su primer título mundial con 224,43 puntos, 1,40 más que los estadounidenses. Recibieron numerosas marcas de 10,00 por componentes de programa en la danza original y en la danza libre.

### Temporada 2010-11

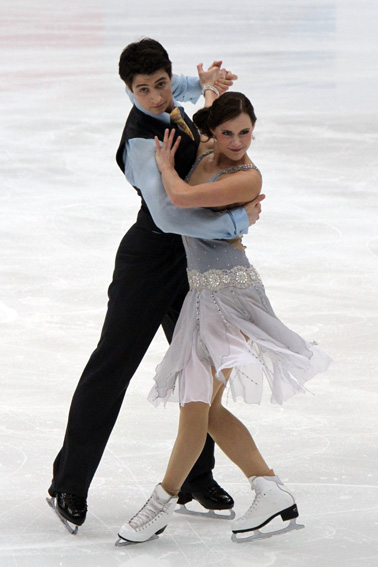
Virtue y Moir en el Campeonato de Patinaje Artístico Cuatro Continentes del 2011.

Para la temporada 2010-11 ISU Grand Prix of Figure Skating, Virtue y Moir fueron asignados al 2010 Skate Canada International y al Trofeo Éric Bompard del 2010. Virtue se sometió a una intervención quirúrgica en octubre de 2010 para reducir el dolor persistente en las espinillas y las pantorrillas como consecuencia del síndrome compartimental crónico por esfuerzo, lo que provocó su retirada del circuito del Grand Prix. También se retiraron del Campeonato Canadiense de Patinaje Artístico del 2011 porque no tuvieron tiempo suficiente para entrenar después de la intervención quirúrgica.
Virtue/Moir debutaron en la temporada en el Campeonato Cuatro Continentes del 2011. Iban en cabeza tras la danza corta, pero se retiraron a mitad de la danza libre después de que Virtue sintiera tirantez en el músculo cuádriceps izquierdo. Virtue declaró: «El problema con mi cuádriceps venía en realidad de mi pelvis y mi espalda. Parecía tener su origen en una elevación concreta que estábamos haciendo, una elevación dividida. Al volver a Michigan, cambiamos esa elevación inmediatamente, así que ahora hacemos una posición invertida en lugar de una dividida». En los Campeonatos Mundiales de Patinaje Artístico del 2011, quedaron segundos en la general por 3,48 puntos por detrás del equipo estadounidense de Davis y White.
Tras los Campeonatos del Mundo, Virtue experimentó dolores en las espinillas y las pantorrillas. Decidió no operarse por tercera vez y optó por otros métodos para superar el problema.

### Temporada 2011-12: Segundo Cuatro Continentes y títulos mundiales

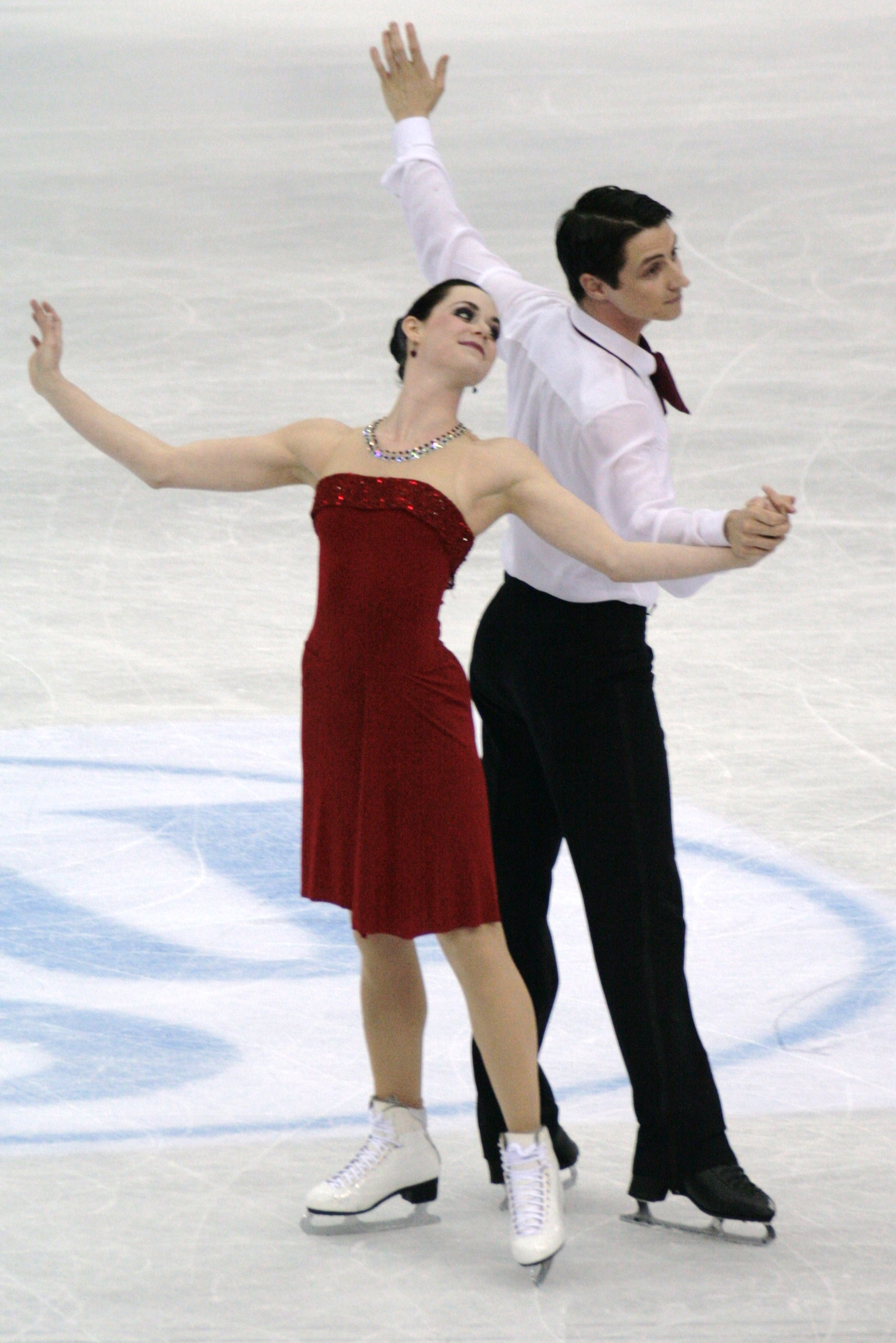
Virtue y Moir en los Campeonatos Mundiales de Patinaje Artístico del 2012.

Virtue/Moir fueron asignados a dos pruebas del Gran Premio, 2011 Skate Canada y el Trofeo Éric Bompard 2011, tras rechazar una opción recién introducida para competir en una tercera. Anunciaron sus selecciones musicales en agosto. Los dos ganaron su primer evento de la temporada, el Trofeo Finlandia 2011. Ganaron sus dos eventos del Grand Prix y se clasificaron para la Final del Grand Prix 2011-12, donde terminaron segundos en ambos segmentos para ganar la medalla de plata. A finales de diciembre de 2011, la ISU reconoció un error de puntuación en la danza libre; si las puntuaciones se hubieran calculado correctamente (+ 0,5 puntos), Virtue y Moir habrían ganado ese segmento. Sin embargo, las puntuaciones de la final del Gran Premio no se modificaron.
Virtue/Moir ganaron su cuarto título nacional en enero de 2012. En febrero, compitieron en los Campeonatos Cuatro Continentes de Patinaje Artístico del 2012. Tras un segundo puesto en la danza corta, remontaron en la danza libre para ganar su segundo Campeonato de los Cuatro Continentes y el primero desde 2008. También fue su primera victoria sobre sus compañeros de entrenamiento Davis y White desde los Campeonatos del Mundo de 2010. Virtue y Moir compitieron después en los Campeonatos del Mundo de Patinaje Artístico de 2012 y ganaron la medalla de oro, terminando primeros en ambos segmentos por delante de los medallistas de plata Davis y White.
Tras el despido de Igor Shpilband del Arctic Edge Arena en junio de 2012, Virtue y Moir decidieron permanecer en la pista con Marina Zueva y pusieron fin a su colaboración con Shpilband.

## Programas
| Temporada | Danza corta | Danza libre | Exhibición                                   |
| --------- | --- | --- | -------------------------------------------- |
| 2017-2018 | - Samba: Sympathy for the Devil (por The Rolling Stones) - Rumba: Hotel California (por Eagles) - Cha Cha: Oye cómo va (por Santana) | - The Show Must Go On - El Tango De Roxanne - «Come What May» (por David Baerwald, Kevin Gilbert interpretado por Ewan McGregor, Nicole Kidman Coreografía por Marie-France Dubreuil, David Wilson) | «Long Time Running» (por The Tragically Hip) |

## Historial de competiciones
| Internacional                              |       |       |       |       |       |       |       |       |       |       |       |
| Evento                                     | 05-06 | 06-07 | 07-08 | 08-09 | 09-10 | 10-11 | 11-12 | 12-13 | 13-14 | 16-17 | 17-18 |
| Juegos Olímpicos                           |       |       |       |       | 1.º   |       |       |       | 2.º   |       | 1.º   |
| Campeonato Mundial                         |       | 6.º   | 2.º   | 3.º   | 1.º   | 2.º   | 1.º   | 2.º   |       | 1.º   |       |
| Cuatro Continentes                         | 3.º   | 3.º   | 1.º   | 2.º   |       |       | 1.º   | 2.º   |       | 1.º   |       |
| Final del Grand Prix                       |       |       | 4.º   |       | 2.º   |       | 2.º   | 2.º   | 2.º   | 1.º   | 2.º   |
| Skate Canada International (Grand Prix)    |       | 2.º   | 1.º   |       | 1.º   |       | 1.º   | 1.º   | 1.º   | 1.º   | 1.º   |
| Copa de Rusia/Copa Rostelecom (Grand Prix) |       |       |       |       |       |       |       | 1.º   |       |       |       |
| Trofeo NHK (Grand Prix)                    |       |       | 2.º   |       |       |       |       |       |       | 1.º   | 1.º   |
| Trofeo Éric Bompard (Grand Prix)           |       | 4.º   |       |       | 1.º   |       | 1.º   |       | 1.º   |       |       |
| Finlandia Trophy                           |       |       |       |       |       |       | 1.º   |       | 1.º   |       |       |
| Nacional                                   |       |       |       |       |       |       |       |       |       |       |       |
| Campeonato Canadiense                      | 3.º   | 2.º   | 1.º   | 1.º   | 1.º   |       | 1.º   | 1.º   | 1.º   | 1.º   | 1.º   |